# Kriegsstraßenbahnwagen
Kriegsstraßenbahnwagen (pol. wojenny wagon tramwajowy, skrót KSW) – oznaczenie niemieckiego dwuosiowego tramwaju o uproszczonej konstrukcji, opracowanego podczas II wojny światowej w zakładach Düsseldorfer Waggonfabrik w Düsseldorfie. Założenia konstrukcyjne wagonów KSW produkowanych w latach 1943–1950 stały się podstawą dla budowy pierwszych powojennych polskich wagonów tramwajowych Konstal N.

## Konstrukcja
KSW to dwukierunkowy, dwustronny, jednoczłonowy pojazd szynowy charakteryzujący się uproszczoną konstrukcją: brakiem przewiewu silników, sprzęgu Scharfenberga, siedzenia dla motorniczego, taśmy z kierunkami w kasetonach i kasetonu dla numeru linii na dachu. Dodatkowo szyby montowano za pomocą uszczelek wprost do nadwozia którego konstrukcja wykonana była ze stali i obłożona prostymi płytami blaszanymi. We wnętrzu tramwaju poręcze wykonywano z rur stalowych. Zewnętrznej blachy nadwozia od strony wewnętrznej nie pokrywano żadnym materiałem, a oświetlenie stanowiły niczym nie osłonięte żarówki. 
Taka konstrukcja tramwaju KSW pozwalała na szybkie, tanie i oszczędne materiałowo wytwarzanie wagonów w warunkach wojennego deficytu. Dodatkowo czworo szerokich jednoczęściowych rozsuwanych ręcznie drzwi po obu stronach tramwaju umożliwiało błyskawiczną ewakuację pasażerów w przypadku zagrożenia nalotem.

## KSW w Poznaniu
Wagon KSW wyprodukowany w fabryce Waggonfabrik Fuchs w Heidelbergu trafił do Poznania w 1944, jednak z powodu braku części wyposażenia elektrycznego skierowany został do ruchu dopiero sześć lat później. Około 1965 tramwaj przeszedł remont połączony z przebudową na jednokierunkowy (likwidacja jednego stanowiska sterowania oraz drzwi z lewej strony, zmiana wykroju i zmniejszenie liczby okien bocznych).
W takim stanie KSW kursował do 1972, kiedy to został wycofany z ruchu liniowego i po kolejnej modyfikacji rozpoczął służbę jako wagon gospodarczy (szlifierka do szyn). Na początku lat 90. XX wieku całkowicie zakończono jego eksploatację.
22 września 2022 na zajezdni Madalińskiego premierę miał odrestaurowany wagon KSW o numerze 158.

## Galeria

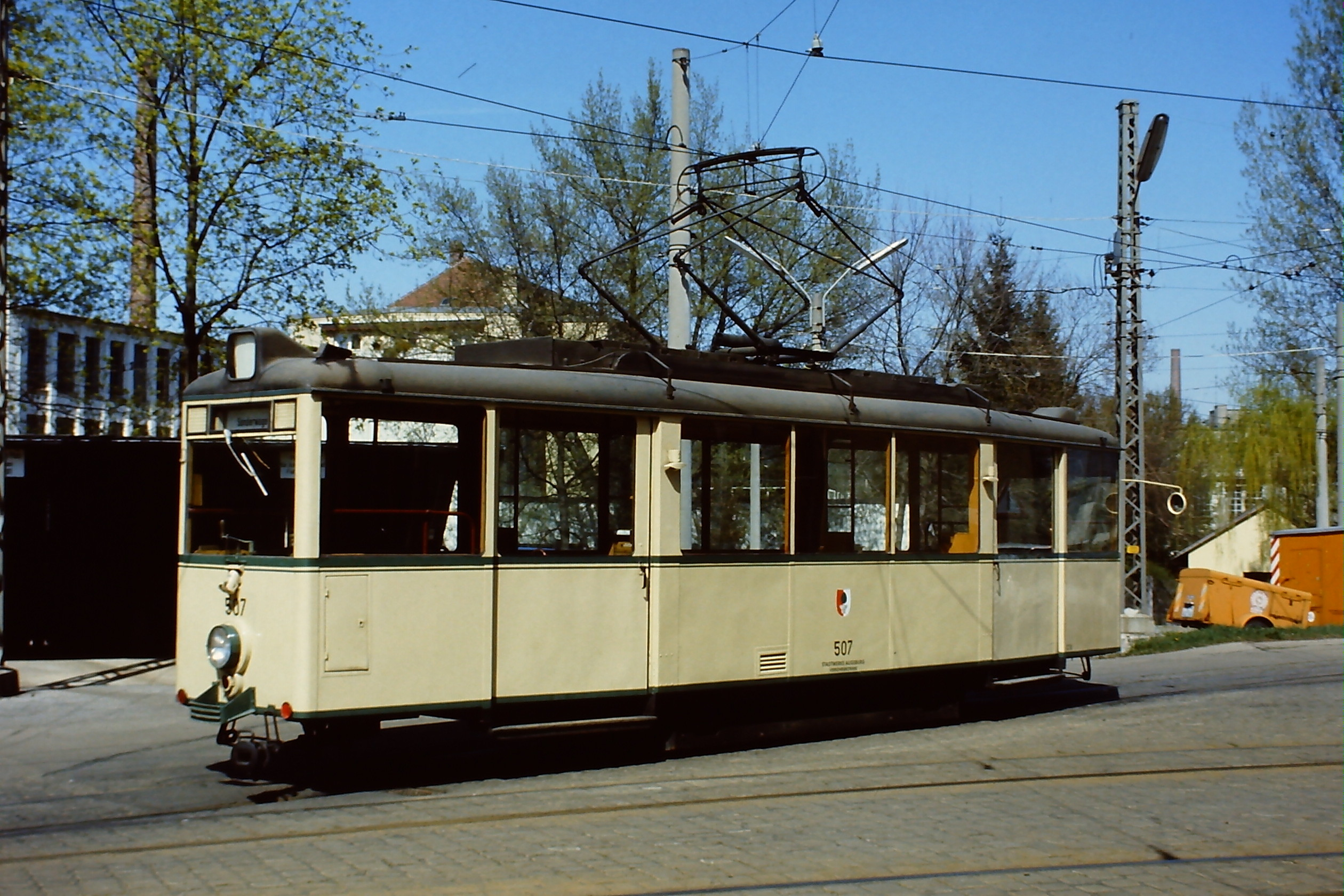
Tramwaj typu KSW w Augsburgu (1985)
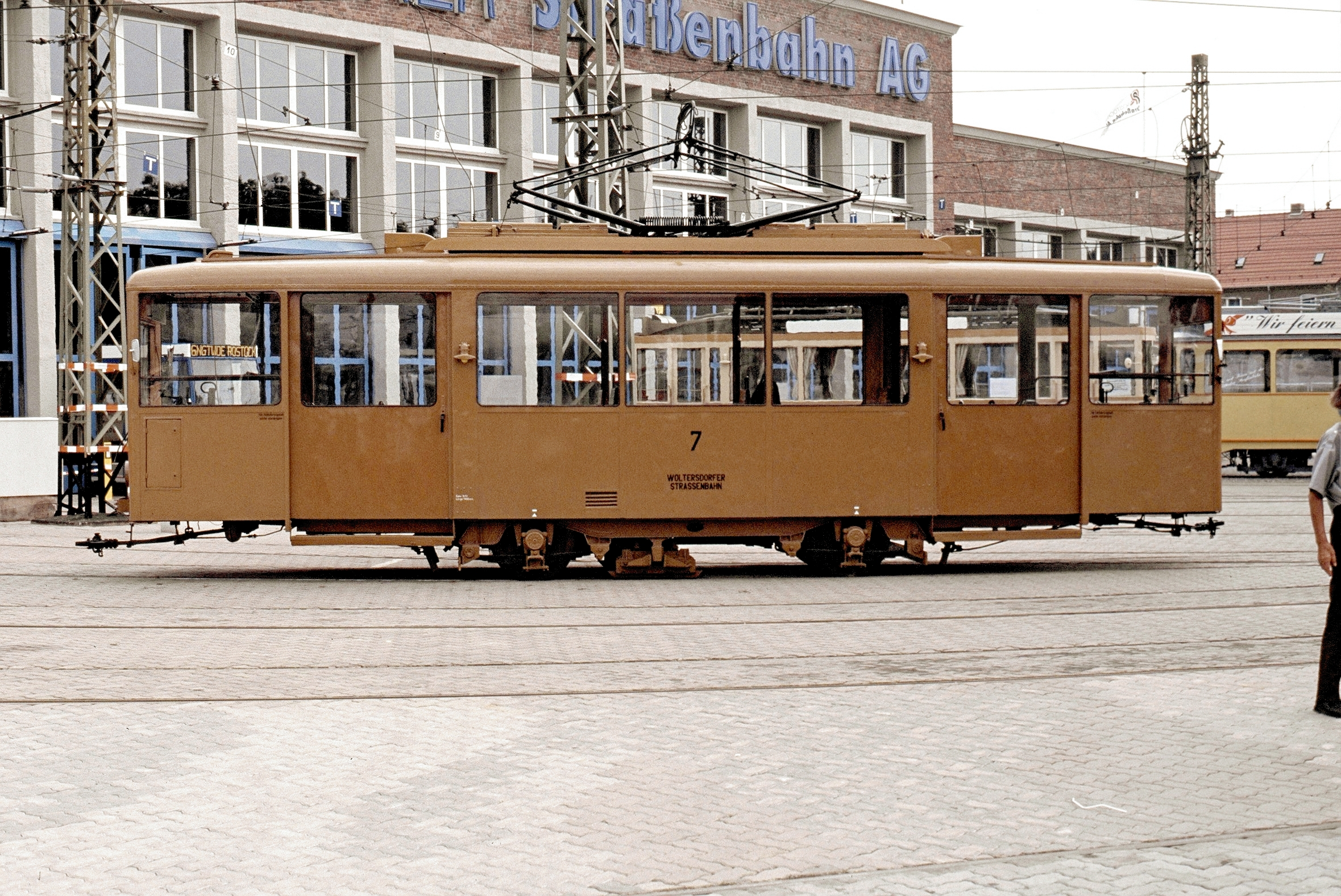
Tramwaj typu KSW z Woltersdorfu w Rostocku (1992)
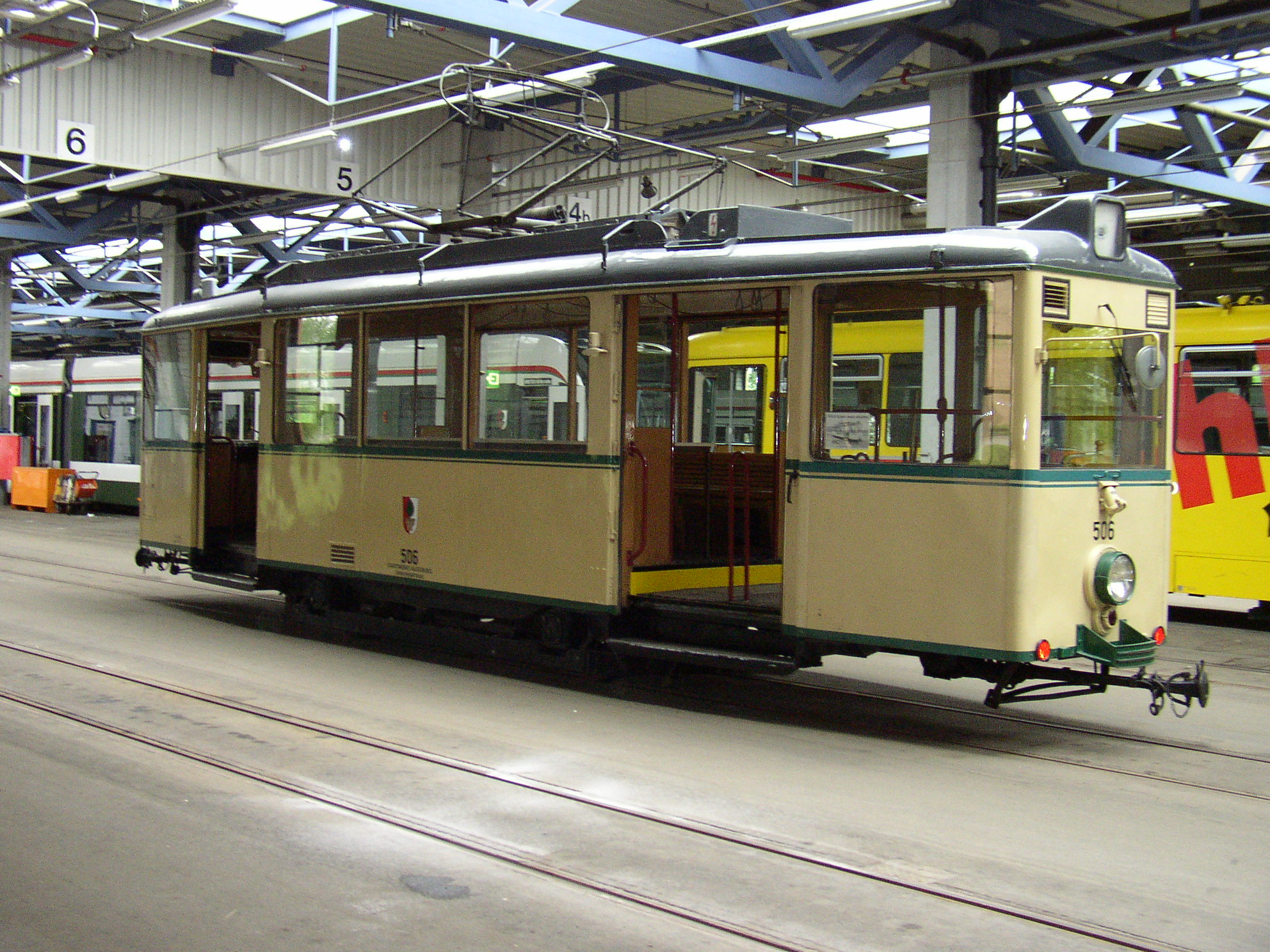
Tramwaj typu KSW z 1948 w Augsburgu (2006)